# The Good, the Bad and the Ugly (nhạc)
"The Good, the Bad and the Ugly" là chủ đề của cuốn phim năm 1966 cùng tên, do Sergio Leone đạo diễn. Bao gồm trong soundtrack của cuốn phim "The Good, Bad and the Ugly", là bài nhạc hòa tấu được sáng tác bởi Ennio Morricone, và được Bruno Nicolai đứng điều khiển dàn nhạc.
Phiên bản chơi lại của Hugo Montenegro vào năm 1968 là một hit nhạc pop ở cả Hoa Kỳ và Vương quốc Anh. Từ đó bản nhạc trở thành một trong những bài nhạc biểu tượng nhất trong lịch sử điện ảnh.

## Phiên bản Ennio Morricone
Ennio Morricone là một nhà soạn nhạc người Ý đã sáng tạo nhạc cho hàng trăm bộ phim. Trong những năm 1960, đạo diễn Sergio Leone đã rất ấn tượng với âm nhạc của Morricone và yêu cầu bạn học cũ của ông sáng tác nhạc cho một bộ phim của ông, A Fistful of Dollars. Điều này đã dẫn tới sự hợp tác giữa hai bộ phim Leone trong tương lai, một số được gọi là "Spaghetti Westerns". Sau những nhịp trống đều đặn, bản nhạc The Good, the Bad and the Ugly bắt đầu bằng giai điệu hai nốt nghe như tiếng hú của một chú chó sói. Những âm thanh bổ sung theo, một số trong đó biểu tượng cho các nhân vật và chủ đề từ bộ phim. Phần nhạc hòa tấu này được chơi mở đầu cuốn phim. Phần lớn nhờ chất lượng đáng nhớ của chủ đề chính, nhạc nền của bộ phim đạt vị trí số 4 trên bảng xếp hạng album Billboard 200 , và nó vẫn nằm trên bản này trên hơn một năm.